# Ezprogui
Ezprogui (baskisch Ezporogi) ist eine Gemeinde (municipio) mit 51 Einwohnern (Stand: 2024) in der Autonomen Gemeinschaft Navarra. Die Gemeinde besteht aus den Orten Ayesa (bask. Ageza) und Moriones.

## Lokale Situation
Ezprogui liegt zu Füßen des Bergrückens Sierra de Leyre und in einer Höhe von etwa 575 m. Pamplona liegt etwa 33 Kilometer nordnordwestlich von Ezprogui.

## Kultur und Sehenswürdigkeiten
- Andreaskirche in Ayesa
- Marinenkapelle in Ayesa
- Magdalenenkapelle in Moriones

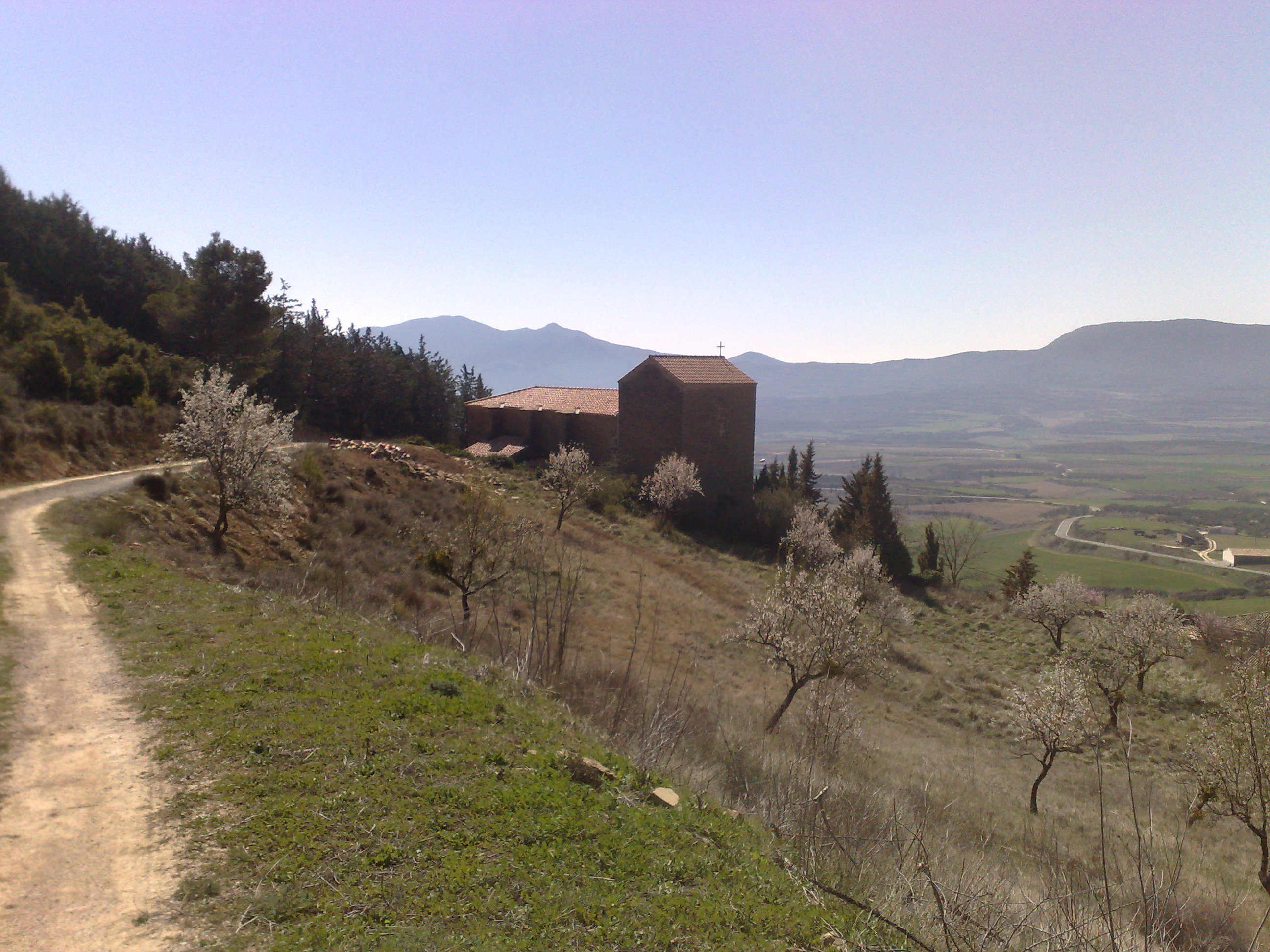
Andreaskirche